# Eduard Soler i Estruch
Eduard Soler i Estruch, també conegut pel seu nom de ploma Eduard Soleriestruch, (Castelló, 9 de maig de 1912 - Carcaixent, 18 d'octubre de 1999) fou un escriptor en llengua catalana i castellana valencià. Anualment, l'Ajuntament de la seva localitat natal organitza el premi Soler i Estruch, un certamen literari que li ret homenatge.

## Obres seleccionades[1]
- Estampas biográficas de la villa de Carcagente (1950)
- El territori i la comunitat d'Aigües Vives (1956-57)
- Contes sense fel (1961, volums de prosa literària)
- De la ingènua veritat (1961, contes)
- Notícia de la impremta Muñoz d'Alzira. 1872-1972 (1972)
- D'Alzira (sense plors, però) (1973)
- Alzira en el cor (1976)
- Carcaixent (1977)[3]
- Humor carcaixentí (1978)
- Notícia de Pepe Estruch (1978)
- Refranyer de la Ribera (1980)[3]
- Carcaixèn (Antologia) (1981)
- Llibre de saviesa aiguada (1986)[3]
- La conquesta de València (1988)[3]